# Polizeiruf 110: Hetzjagd
Hetzjagd ist ein deutscher Kriminalfilm von Ute Wieland aus dem Jahr 1998. Der Fernsehfilm erschien als 197. Folge der Filmreihe Polizeiruf 110 und wurde vom SDR produziert.

## Handlung
Wolfgang Straub wird wegen Vergewaltigung seiner 12-jährigen Tochter Jasmin zu einer Gefängnisstrafe verurteilt. In seiner Zelle wird er von Mitgefangenen misshandelt, die jegliche Tat bestreiten, sodass Wolfgang schon bald in die Psychiatrie eingewiesen wird. Er behauptet, unschuldig zu sein, auch wenn er die Tat zunächst vor Gericht zugab. Kommissarin Vera Bilewski hat unterdessen andere Sorgen. In Ichtenheim treibt ein Pferdemörder sein Unwesen und hat bereits fünf Tiere bestialisch getötet. Eine konkrete Spur hat Vera nicht, sodass die Landwirte der Gegend langsam unruhig und zornig werden. Auch Jasmins Mutter Martina betreibt einen Pferdehof, der jedoch unrentabel ist. Ihr dominanter Vater August drängt sie dazu, ihre eigenen Pferde zu verkaufen und stattdessen nur noch Pensionspferde auf dem Hof zu halten. Vor allem Jasmin ist von diesen Plänen erschüttert, hat sie doch eine enge Bindung zu ihren zwei eigenen Pferden. Sie schreibt ihrem Vater Wolfgang einen Brief, in dem sie ihm ihr Leid klagt und ankündigt, sich umzubringen, sollte er nicht zurückkehren.
Wolfgang lernt in der Psychiatrie den psychisch kranken Dietmar Achthaler kennen, der in der Poststelle arbeitet und Jasmins Brief bei sich hat. Er verhandelt mit Wolfgang um eine Gegenleistung, damit er den Brief erhält. Wolfgang bietet ihm seine Freundschaft und Dietmar nimmt an, auch wenn er ihm den Brief nur vorliest. Wolfgang ist außer sich, als er von Jasmins Selbstmorddrohung hört. Seine Tochter macht unterdessen ihr Ansinnen wahr und will sich im Stall aufhängen, wird dabei jedoch von ihrem Großvater angeschossen und kommt ins Krankenhaus.
Dietmar hatte vor seiner Einweisung Pferde getötet, sodass Vera auf der Suche nach dem Pferdemörder auch in die Psychiatrie kommt, um in Anwesenheit der Anstaltspsychologin Dr. Susanne Reuter Dietmar zu befragen. Der besteht darauf, dass Wolfgang zugegen ist. Aus einer Laune heraus nimmt Dietmar Susanne als Geisel; auch Vera wird gefesselt, wobei Wolfgang immer wieder deeskalierend eingreift. Er lässt Vera mit seiner Frau Martina telefonieren und erfährt so, dass Jasmin im Krankenhaus liegt. Mit Veras Tipps gelingt es Wolfgang und Dietmar, mit Vera in einem Pizzawagen aus dem umstellten Krankenhaus zu fliehen. Da Dietmar handgreiflich wird, trennen sich ihre Wege und Wolfgang und Vera verbringen die Nacht auf einem Hochsitz. Hier besprechen beide die Gerichtsverhandlung und Vera versucht zu verstehen, warum der schuldig gesprochene Wolfgang unschuldig sein könnte. Zufällig können sie auf dem Hochsitz den Pferdemörder auf frischer Tat stellen und festnehmen. Mit einem Trick gelangen sie ins Krankenhaus Ichtenheim, wo Wolfgang mit der ansonsten stummen Jasmin redet, die ihm vertraut. Er begibt sich mit Vera auf seinen Hof und will von seiner Frau, die ihn vor Gericht belastete, die Vorwürfe direkt hören. Auf dem schon bald von Scharfschützen besetzten Hof kommt auch Dietmar an. Er wird erschossen, als er mit einer Spielzeugwaffe um sich schießt. Wolfgang wiederum wird verhaftet.
Vera zweifelt an Wolfgangs Schuld. Als sie mit Jasmin eine Ballonfahrt unternehmen will, bemerkt sie, wie sich Jasmin gegen die Nähe zum Ballonfahrer wehrt. Sie meint, er habe unangenehm gerochen. Weitere Recherchen Veras ergeben, dass Zeugen des Gerichtsprozesses überhaupt nicht glaubhaft waren. Sie nimmt sich erneut Martinas Hof vor. Während ihr Assistent den dominant-aggressiven August Viehbahn ablenkt, durchsucht sie das Haus. Hier findet sie neben zahlreichen kinderpornografischen Videos und Bildern auch ein Schaltuch Augusts, das stark parfümiert ist – mit demselben Parfüm, das auch der Ballonfahrer nutzte. Vera wird von August bei ihrer Suche gestört. Sie konfrontiert ihn mit ihrem dringenden Verdacht, dass er Jasmin vergewaltigt habe. August wiederum bedroht sie mit einer Schrotflinte, bevor er sich selbst erschießt. Martina bricht zusammen, als sie die Wahrheit erfährt. Wenig später darf Wolfgang das Gefängnis verlassen. Er wird von Vera und seiner Tochter erwartet.

## Produktion
Hetzjagd spielt in der fiktiven Stadt Ichtenheim bei Heilbronn. Die Kostüme des Films schuf Nadine Wittig, die Filmbauten stammen von Klaus Peter Platten und Regine Witzig. Der Film erlebte am 25. Januar 1998 auf dem Ersten seine Fernsehpremiere. Die Zuschauerbeteiligung lag bei 14,1 Prozent. Zuvor war er bereits im Rahmen der Filmschau Baden-Württemberg vorgestellt worden.
Es war die 197. Folge der Filmreihe Polizeiruf 110. Kommissarin Vera Bilewski ermittelte in ihrem 3. und letzten Fall. Im Zuge der Zusammenlegung von SWF und SDR zum Südwestrundfunk wurden auch die vom SDR produzierten Polizeirufe eingestellt.

## Kritik
Nach seiner Fernsehpremiere wurde der Polizeiruf kontrovers diskutiert. Die Frankfurter Rundschau lobte, dass der Filme versuche, „die eingetretenen Krimi-Pfade zu verlassen und die hinlänglichen Klischees zu vermeiden“, kritisierte jedoch die „brutalen, drastischen Bilder und die theatralische[n] Akzente der Regie“ und stellte die Frage, „ob der makabere Humor zu de[m] grausamen Geschehen paßt.“
Der Film stelle die Dinge auf den Kopf, da er „die staatliche Institution soviel unmenschlicher zeichnet als den vermeintlichen Unmenschen, den sie bessern soll“, schrieb die Stuttgarter Zeitung. Regisseurin und Drehbuchautoren „versuchen da etwas ganz Schwieriges: das Lachhafte eines staatlichen Ordnungsanspruchs zu zeigen, ohne das Scheitern komisch wirken zu lassen“. Trotz kleinerer Schwächen habe Hetzjagd einen „gemeinen Biß“. „Gelungen ist die gewagte dramaturgische Mixtur bis zur Parodie des Krimigenres, weil parallel dazu die gräßliche Familiengeschichte des Kindes mit dem gebotenen Ernst erzählt wird“, stellte die Süddeutsche Zeitung fest.
„Gespickt mit schwarzem Humor reihen sich hier höchst groteske und skurrile Szenen aneinander“, schrieb TV Spielfilm und nannte die Folge einen „drastische[n], fast comicartige[n] Krimi“. Regisseurin und Kameramann hätten mit Hetzjagd „hemmungslos ein phantasievoll durchgeknalltes Lichtspiel gezaubert“, befand auch Die Tageszeitung. Auch wenn die „Macher in ihrem Willen zur Originalität bisweilen übers Ziel hinaus[schossen]“, sei der Mut zum Risiko lobenswert.